# Bolero (muzyka)

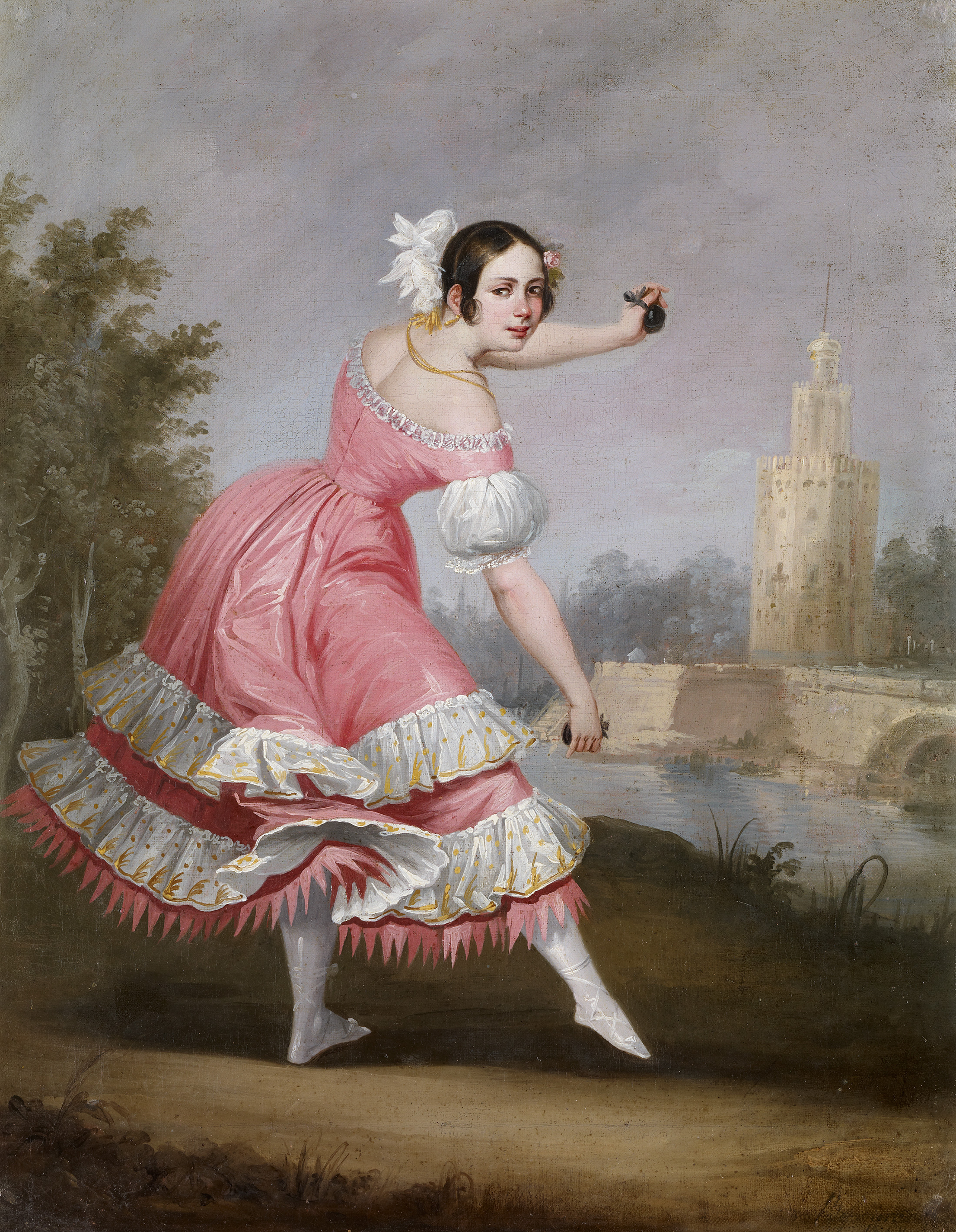
Tancerka bolera (aut. Antonio Cabral Bejarano, 1842)

Przykładowy schemat rytmiczny

Boléro – hiszpański taniec ludowy, oraz pochodząca od niego muzyczna forma taneczna.
Bolero jako taniec pochodzi z Kastylii i Andaluzji z okresu XVIII w. Wykonywany jest w tempie umiarkowanym (72-108 bpm), metrum 3/4, solo lub parami, przy wtórze instrumentów perkusyjnych, takich jak kastaniety lub tamburyn, a także gitary. Od XIX w. zaadaptowany do muzyki operowej i instrumentalnej. Występuje także w odmianie kubańskiej.

## Znane bolera
- Maurice Ravel – Bolèro na orkiestrę 1928
- Fryderyk Chopin – Bolero op. 19 na fortepian
- Emerson, Lake and Palmer – Abaddon's Bolero z Trilogy 1972